# Желобы (Тернопольская область)
Желобы (укр. Жолоби) — село в Кременецкой городской общине Кременецкого района Тернопольской области Украины.
Код КОАТУУ — 6123482601. Население по переписи 2001 года составляло 1169 человек.
Является административным центром Желобовского сельского совета, в который
не входят другие населённые пункты.

## Географическое положение
Село Желобы находится в 0,5 км от города Кременец.
Рядом проходит автомобильная дорога М-19 (E 85).

## История
- 1548 год — дата основания.

## Объекты социальной сферы
- Школа I—II ст.
- Клуб.
- Фельдшерско-акушерский пункт.

## Достопримечательности
- Братская могила советских воинов.